# Critical Reviews in Toxicology
Critical Reviews in Toxicology, abgekürzt Crit. Rev. Toxicol., ist eine wissenschaftliche Zeitschrift, die vom Taylor & Francis-Verlag veröffentlicht wird. Die erste Ausgabe erschien 1971. Derzeit werden zehn Ausgaben im Jahr veröffentlicht. Die Zeitschrift publiziert Übersichtsarbeiten aus der Toxikologie und der Anwendung toxikologischer Informationen für die menschliche Gefährdungs- und Risikoanalyse.
Der Impact Factor der Zeitschrift lag im Jahr 2018 bei 4,771.